# 하코다테부
하코다테부(箱館府)는 1868년(메이지 원년)부터 1869년(메이지 2년) 7월까지 에조치를 통치하기 위해 하코다테(현재의 하코다테시)에 설치된 지방 행정 기관이다. 하코다테 재판소의 개칭으로 성립되었고, 개척사 설치로 폐지되었다. 또한, 개척사로 전환할 당시에는 일시적으로 하코다테현(箱館県)으로 개칭되었다.

## 개요
하코다테부는 부번현 삼치제 도입의 일환으로 게이오 4년 윤4월 24일 하코다테부지사 이하의 임명에 의해 설치되었다. 메이지 2년에 폐지될 때까지 시미즈다니 긴나루가 부지사직을 맡았다. 하코다테 재판소에서 개칭한 것인데, 이것이 현지 하코다테에 적용된 것은 7월이나 8월에 내려왔고, 그 이후에도 재판소라는 표현이 병행되었다. 전환 시기가 명확하지 않기 때문에 본 기사에서는 5월의 재판소 단계도 하코다테부라고 부르며 이 항목에서 다룬다.
개원 직후 하코다테부는 우선 "인륜의 도를 다하고 금단의 사교에 빠지지 말라"는 등의 내용으로 백성들을 교화하기 위한 몇 가지 포고문을 발표했다. 구체적인 경륜으로는 정세 불안으로 인해 유입이 정체된 쌀을 들여오기 위한 수단을 강구하고자 했다. 당시 에조치에는 쌀을 혼슈로부터의 유입에 의존하고 있었기 때문에 이 문제는 중요했다. 또한 6월에는 일-러 조계지 북에조치(가라후토, 사할린)에 권판사 오카모토 간스케를 파견하여 구주코탄에 공의소를 설치했다. 구주코탄에 부임한 것은 소수의 고위 관료뿐이었기 때문에, 상층 관료를 제외한 구 막부의 관료 대부분이 구주코탄부의 하급 관료로 채용되었다.
그러나 본격적인 시책을 펼치기 전에 하코다테부는 보신 전쟁을 겪게 된다. 당시 에조치에는 마쓰마에번, 모리오카번, 센다이번, 아이즈번, 히로사키번, 쇼나이번의 영지가 있었고, 각 번에서 경비 병력도 파견했다. 그러나 하코다테 재판소가 기능하기 시작한 5월에는 이미 오우에쓰 열번 동맹이 결성되었다. 그럼에도 불구하고 시미즈다니 부지사 등은 병력 없이 부임했지만 오우 제번의 공격을 받지 않고 5월 말에는 아키타 방면으로 군수물자를 수송할 수 있었고, 7~8월에는 도호쿠 제번이 차례로 임지를 포기하고 철수하면서 마쓰마에번만이 병력을 유지했다. 하코다테부는 관료와 징집병으로 부병 2개 소대를 만들었지만, 그 전력을 기대할 수 없었다.
결국 오우 전선이 신정부군의 승리로 끝나자 에노모토 다케아키가 이끄는 구 막부의 함대가 북상하기 시작했고, 10월 20일에 에조치에 도착했다. 하코다테부 관리는 막 원군으로 온 제번병과 함께 25일 하코다테를 출항하여 혼슈로 퇴각했다.
시미즈다니 부지사는 아오모리구치 총독을 겸직하며 하코다테 전쟁을 치렀고, 메이지 2년(1869년) 5월 17일 하코다테에 들어가 부 업무 재개를 알렸다. 전후 하코다테부는 소실된 정촌, 부상자 등에 대한 쌀과 금의 지급과 대출, 빈곤층에 대한 면세, 에노모토 정권이 발행한 화폐의 회수 등 전후 처리 업무를 담당했다.
전쟁 중 정부는 에조치의 통치기구를 개편하는 방안을 마련하기 시작했고, 전후 7월 8일에 하코다테부에서 바뀔 개척사를 설치했다. 그러나 인사상의 난항으로 개척사가 효력을 발휘한 것은 7월 24일부터였고, 새로운 직원의 부임은 9월까지 미뤄졌다. 이 기간 동안 7월 17일부터 7월 24일까지 하코다테부는 하코다테현으로 명칭을 변경했다.